# Ах, любов!..
«Ах, любов!..» — радянський телефільм 1977 року, знятий режисерами Батрбеком Дзбоєвим, Маїрбеком Цихієвим та Ерою Савельєвою на Північно-Осетинській студії телефільмів.

## Сюжет
Розповідь про невигадливого, але дуже жалісливого листоношу Біцко, який сердечно переживає радості та смутку своїх односельців.

## У ролях
- Ісак Гогічев — Біцко, листоноша
- Анатолій Галаов — Махар
- Жанна Хозієва — Заріна
- Зоя Дзбоєва — Уарзет
- Віра Уртаєва — Мадіна
- Антоніна Богданова — Анна Олексанлрівна Косачуб
- Дзамболат Царгасов — Осман
- Володимир Баллаєв — голова сільради
- Ісай Кокаєв — бригадир
- Бексолтан Тулатов — роль другого плану
- Борис Ходов — роль другого плану
- Ахсарбек Бекмурзов — роль другого плану
- Казбек Суанов — роль другого плану
- Бімболат Кумалагов — Лібо
- Анатолій Дзіваєв — роль другого плану
- Костянтин Томаєв — роль другого плану

## Знімальна група
- Режисери — Батрбек Дзбоєв, Маїрбек Цихієв, Ера Савельєва
- Сценарист — Юрій Чулюкін
- Оператор — Ера Савельєва
- Композитор — Фелікс Алборов
- Художник — Б. Шишенко